# Autoportrait nu (Dürer)
L' Autoportrait nu ou simplement Étude de nu est un dessin d'Albrecht Dürer, réalisé entre 1500 et 1512.

## Description
Le dessin montre Albrecht Dürer dévêtu. Il s'agit d'un portrait à mi-jambe ; le bras droit, à partir du coude ainsi que le bras gauche ne sont pas représentés. L'arrière-plan est sombre. Le sujet regarde directement le spectateur. Dans le coin supérieur gauche, la signature de Dürer est indiquée mais elle est postérieure. Dans le coin inférieur gauche, un tampon identifie le dessin comme partie de la Collection Grünling.

## Création
La date de réalisation du dessin n'est pas connue et la datation est difficile. On peut juste certifier que le dessin a été réalisé entre 1500 et 1512, période pendant laquelle Dürer a utilisé assez souvent une telle technique. Selon l'historien de l'art Friedrich Winkler, Dürer a ici plus de 29 ans et moins de 41 et la plus forte probabilité est qu'il soit âgé d'environ 35 ans.